# اووشن آیل بیچ (کارولینای شمالی)
اووشن آیل بیچ (به انگلیسی: Ocean Isle Beach) شهری در ایالت کارولینای شمالی کشور ایالات متحده آمریکا است که جمعیت آن در سرشماری سال ۲۰۱۰ میلادی، ۵۵۰ نفر بوده‌است.